# Zeidler & Wimmel
Das Unternehmen Zeidler & Wimmel (kurz Z&W) war in den 1930er Jahren eine der größten Steinmetzfirmen Deutschlands mit mehr als 1.600 Beschäftigten. Sie wurde im Jahr 1776 in Berlin gegründet und ist damit eine der ältesten Steinmetzfirmen Deutschlands. Seit 2004 ist das Unternehmen eine 100-prozentige Tochter der Geiger-Gruppe (Stand 2021).

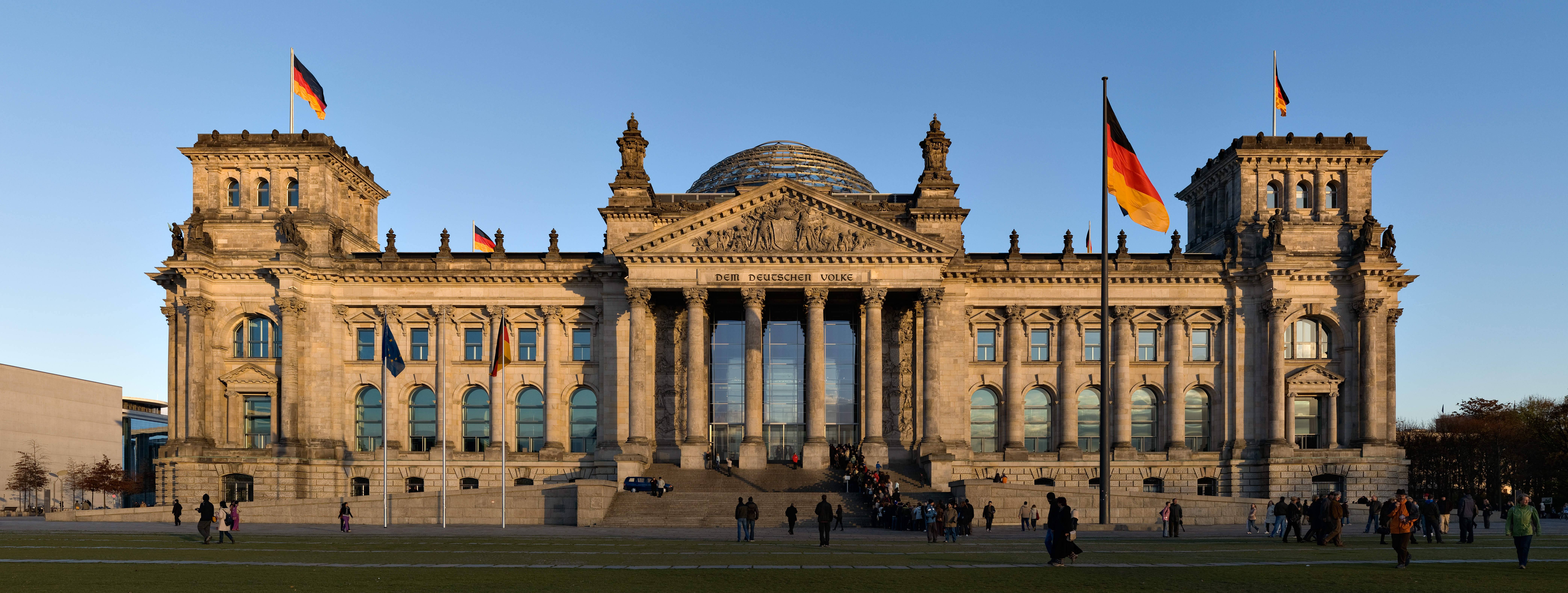
Reichstagsgebäude in Berlin, in Zusammenarbeit von Paul Wallot mit der Firma Zeidler & Wimmel erbaut

Im Jahr 2014 waren im steinverarbeitenden Werk der Geiger-Gruppe in Kirchheim in Unterfranken 55 Mitarbeiter beschäftigt. Im Oktober 2022 waren noch 21 Mitarbeiter beschäftigt und nach Aussage des Ortsbürgermeisters von Kirchheim wird das traditionsreiche Z&W-Werk Ende 2022 geschlossen. Als Grund für die Schließung werden von der Geiger-Gruppe „drastisch steigende“ Energiepreise genannt, während der Branchenverband „strukturelle Probleme“ sieht.

## Geschichte
Die Steinmetzfamilien Wimmel, Zeidler und später auch Metzing waren an mehreren bedeutenden Steinbauten Deutschlands beteiligt.
Der Steinmetzmeister Johann Heinrich Wimmel gründete 1776 einen Steinmetzbetrieb in Berlin, der sich unter der Bautätigkeit Friedrich II. in kurzer Zeit zum größten Berliner Steinmetzbetrieb entwickelte. Bekannt sind das Brandenburger Tor und das Reichstagsgebäude; nahezu unbekannt ist, dass diese Bauwerke von Z+W ausgeführt wurden. Die meisten durch die Firma Z+W ausgeführten Bauarbeiten spiegeln deutsche Geschichte wider. In allen historischen Epochen pflegten die Steinmetze der Familien Wimmel, Zeidler und später auch Metzing die Zusammenarbeit mit Architekten und Bildhauern. Zwischen Z+W und den Architekten Karl Friedrich Schinkel und Paul Wallot und den Bildhauern Christian Daniel Rauch und Johann Gottfried Schadow bestanden nicht nur geschäftliche, sondern auch partnerschaftliche bzw. freundschaftliche Beziehungen. Der Schwerpunkt der Bautätigkeit von Z+W lag in Berlin, und die verbauten Steine stammten größtenteils aus den östlichen Steinabbaugebieten Deutschlands.
Im Jahre 1939 beschäftigte die Firma rund 1.600 Arbeiter in sieben Werken und 21 Steinbrüchen und war damit einer der größten Steinmetzbetriebe, die es je in Deutschland gegeben hat. Am Ende des Zweiten Weltkrieges hatte Z+W acht Zehntel ihrer Betriebssubstanz verloren und gründete sich in Kirchheim neu. 1989 verkaufte Hellmut Metzing Z+W an die Philipp Holzmann AG, die diese wiederum 2004 an die H. Geiger Stein- und Schotterwerke aus Kinding weiter verkaufte.

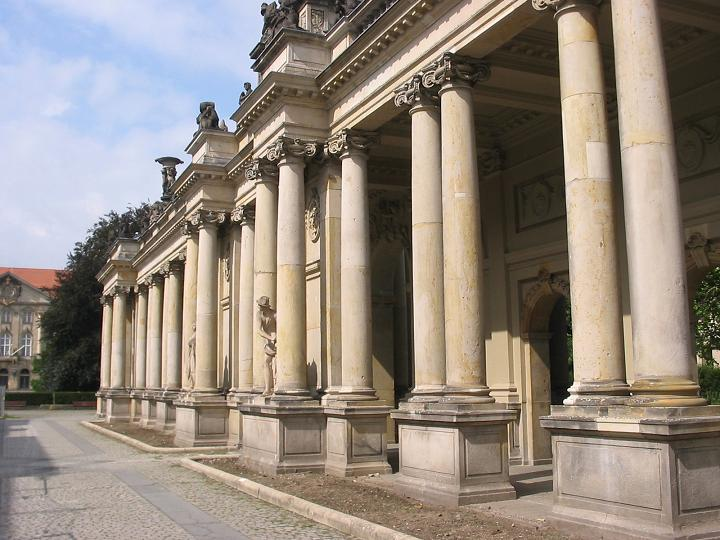
Berlin, Königskolonnaden durch die Fa. Z+W aus Elbsandstein 1778–1780 aufgebaut

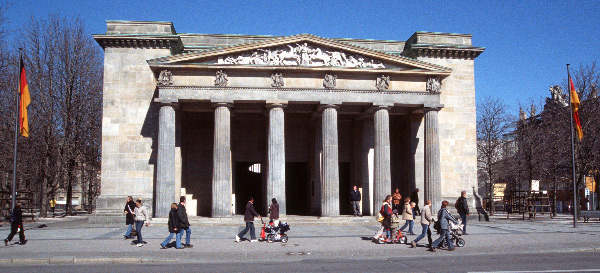
Neue Wache von Fa. Z+W 1818 in Elbsandstein aufgebaut

## Persönlichkeiten
Am 11. März 1776 wurde durch den Steinmetzmeister Johann Heinrich Wimmel die Steinmetzfirma Wimmel in Berlin gegründet, die sich durch die rege Bautätigkeit von Friedrich II. rasch zur größten Steinmetzfirma Berlins entwickelte. Dabei hatte er den Einspruch der Steinmetzmeister Berlins zu überwinden, die meinten, dass „… der Steinmetzmeister in Berlin genug seyen …“ Dieser Einspruch wurde „per decretum Magistratus“ aufgehoben. Johann Heinrich Wimmel wurde als Sohn einer Bürgerfamilie 1749 in Kassel geboren, erlernte den Beruf des Steinmetzen, und seine Wanderschaft führte in unter anderem nach Straßburg und nach Berlin, wo er am 4. Januar 1776 den Meisterbrief erhielt und an der Pommeranzenbrücke seine erste Werkstatt, in der Ufernähe eines heute zugeschütteten Seitenarms der Spree, aufbaute. In seiner Schaffenszeit erwarb der Steinmetzmeister das Vertrauen von berühmten Berliner Architekten wie Carl von Gontard, Carl Gotthard Langhans und David Gilly, und dessen Sohn Friedrich Gilly und von Steinbildhauern wie beispielsweise Johann Gottfried Schadow. Als Wimmel 1818 starb, hatte er das Brandenburger Tor und die Königskolonnaden in Berlin gebaut.

### Phillip Heinrich Wimmel
Von seinen Söhnen übernahm der älteste, Phillip Heinrich Wimmel, der als einziger den Beruf des Steinmetzen erlernt und 1801 das Meisterrecht erworben hatte, die Unternehmung. Die anderen Söhne wurden Baudirektoren in Berlin und bei Fürst Hermann von Pückler-Muskau. Der Ruf der leistungsfähigen Unternehmung und die aufgebauten Firmenbeziehungen halfen der Steinmetzfirma, die schwierige Zeit der Freiheitskriege zu überleben, als geplante Steinfassaden aus Kostengründen in Stuck- und Putz ausgeführt wurden.
Friedrich der Große hatte am 6. Juni 1754 verfügt, dass für Staatsbauten ausschließlich der Ummendorfer Sandstein, ein Weichgestein aus der Gegend von Magdeburg, zu verwenden sei. Wimmel verbaute das Material am Berliner Stadtschloss, Zeughaus Berlin, Brandenburger Tor, Alten Museum und an der Neuen Wache. Anfang des 19. Jahrhunderts wurde begonnen, auch Hartgesteine zu verarbeiten und hierfür verwendete man zunächst die Findlinge aus der Mark Brandenburg und aus Preußen. König Friedrich Wilhelm III. gab den Steinmetzmeistern Wimmel und Trippel den Auftrag, die Säulenvorhalle des Mausoleums im Schloss Charlottenburg mit inländischem Granit umzubauen. Weitere Denkmalsockel und Denkmale, Säulen, Schalen usw. wurden in dieser Firma maschinell hergestellt, poliert und erfolgreich verkauft.
Goethe lobte in einem Schreiben die Granitarbeiten, wobei er neben den vier Granitsäulen am Mausoleum im Charlottenburger Schloss insbesondere die große Granitschale im Lustgarten mit 6,91 Metern Durchmesser und 75 Tonnen Gewicht davor hervorhob.
Wimmel pflegte nicht nur geschäftliche Beziehungen zu Architekten und Bildhauern, wie z. B. zu Schinkel, sondern eine freundschaftliche, die brieflich dokumentiert ist.
Für hervorragende technische Leistungen erhielt Phillip Heinrich Wimmel 1828 vom König die Medaille für Kunst und Gewerbe.
Im Jahre 1831 verstarb er. Die Witwe Phillips zeigte besonderen Bürgersinn, als sie als einzige Frau in der Berliner Bürgerwehr 1848 für Berlin und für die Verfassung Preußens auf die Barrikaden ging.

### Adolf Heinrich Wimmel
Sein Sohn Adolf Heinrich Wimmel übernahm das Geschäft und knüpfte neben den bestehenden Kontakten zu Schinkel, auch zu weiteren Berliner Architekten und Bildhauern wie Carl Ferdinand Langhans, Friedrich August Stüler, Ludwig Persius, Heinrich Strack und zu den Bildhauern Christian Daniel Rauch und Friedrich Drake Kontakte. Zu seinen größten Leistungen zählten der Bau das Palais von Kaiser Wilhelm I., der Säulenhalle vor dem Palais von Prinz Albrecht in der Wilhelmstraße und der Kapelle im Schloss Berlin über dem Eosanderportal. 1853 wurde er für den gelungenen Kapellenbau zum Königlichen Hofsteinmetzmeister ernannt. Im gleichen Jahr ließ sich der Steinmetzmeister Johann Gottlieb Zeidler aus Frankfurt (Oder) in Berlin nieder, der geschäftliche und freundschaftliche Beziehungen zu den Wimmels aufbaute. Dies sollte für die Firmenentwicklung von Z+W von großer Bedeutung werden.
Früh starb Adolf Heinrich Wimmel im Jahre 1859 und hinterließ einen minderjährigen Sohn namens Paul.

### Paul Wimmel

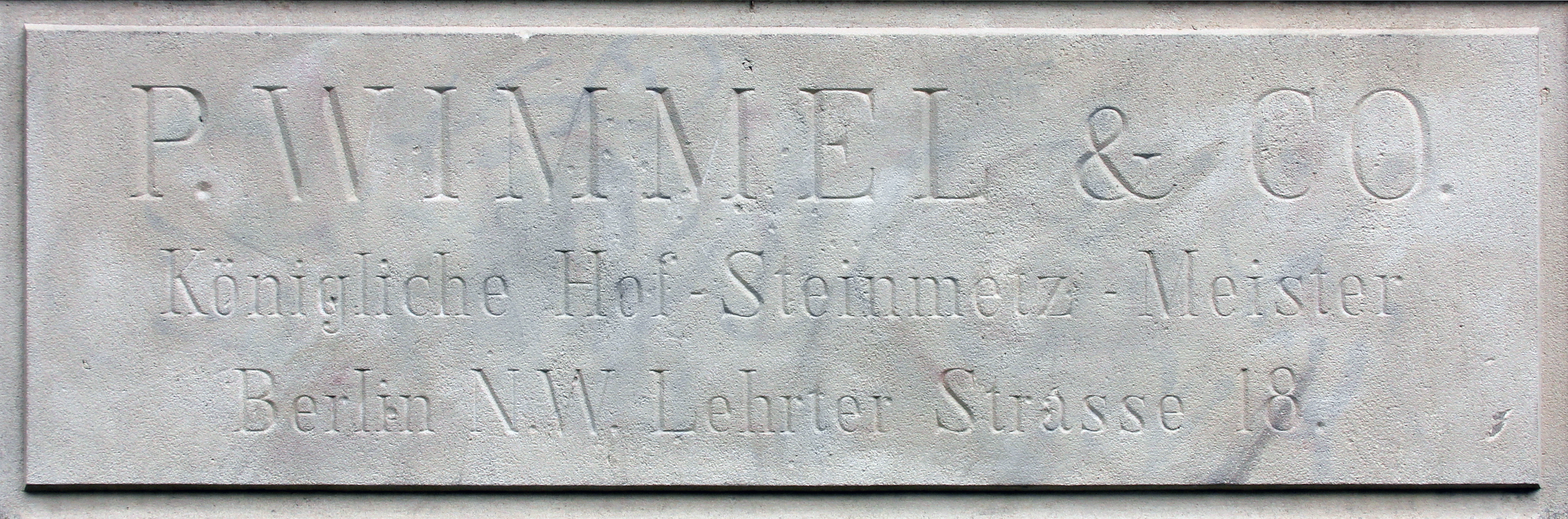
Gedenktafel am Borussia-Monument, Am Sandwerder 1, in Berlin-Wannsee

Die Witwe Adolfs führte die Geschäfte weiter und Paul Rasche, ein Architekt, der mit Heinrich Strack zusammengearbeitet hatte und beim Bau der Siegessäule eine leitende Stelle innehatte, war in der Zwischenzeit in die Firma Wimmel eingetreten, die unter der Firmenbezeichnung Paul Wimmel&Co. weitergeführt wurde.
Inzwischen war in der Lehrter Straße das Firmengelände und die Werkstatt mit modernem Maschinenpark ausgestattet worden, so dass zum ersten Male in Berlin mit diamantbesetzten Sägeblättern Steine zerteilt wurden.
Im Jahre 1886 übernahm ihr Sohn, Paul Wimmel, in vierter Generation die Firma Wimmel. In der Zwischenzeit hatten die Söhne Carl und Otto Zeidler die Firma ihres Vaters als Steinmetzfirma Gebr. Zeidler übernommen. Aufgrund der großen Bautätigkeit schlossen sich Wimmel und die Zeidlers im Jahre 1872 zusammen und errichteten in Bunzlau neben den Sandsteinbrüchen ein gemeinsames Werk mit der neuen Firmenbezeichnung Zeidler & Wimmel. Diese Firma erschloss, kaufte und pachtete schlesische Sandsteinbrüche in Alt-Warthau, Rackwitz, Sirgwitz, Plagwitz und Hockenau. Ferner wurde in Löwenberg ein Werkplatz eingerichtet. Damit waren die drei Firmen, die Firma Z+W in Bunzlau, die Steinmetzfirmen Gebr. Zeidler und Paul Wimmel&Co in Berlin in der Lage, den großen Bedarf an Werksteinen im Wettbewerb mit anderen Firmen nicht nur zu befriedigen, sondern diesen Wettbewerbsvorteil zu nutzen. Die Großaufträge in Berlin häuften sich, wie zum Beispiel die Dombauarbeiten am Gendarmenmarkt, der Bau des Berliner Abgeordnetenhauses, des Kunstgewerbemuseums, der Technischen Hochschule, des Museums für Völkerkunde und des Kaiserlichen Marstalls. Aber nicht nur in Berlin war die Firma erfolgreich, es folgten Bauaufträge für den Römer in Frankfurt a. M., für die Rochuskapelle in Bingen, für das Schloss in Posen und Bauten in Potsdam. Der Bau des Reichstagsgebäudes 1884 begann durch die Firma Paul Wimmel&Co, ein Bau, der bis zur Fertigstellung 24 Millionen Mark kostete. 1884 beschäftigte das Bunzlauer Unternehmen bereits 800 Arbeiter und war damit eines der größten deutschen Steinmetzunternehmen.
Im Jahr 1892 erhielt das Unternehmen die Goldene Staatsmedaille.
Im gleichen Jahr wurde Z+W mit dem Bau des Stieglitzmuseums in St. Petersburg beauftragt. Weitere bemerkenswerte ausländische Aufträge schlossen sich an: Der Schlossbau Massandra auf der Krim, der Denkmalsbau für den russischen Zaren Alexander II., der Bau des Palais für die Großfürsten Wladimir, Paul und Alexei Alexandrowitch und weitere Bauten.

### Adalbert Metzing

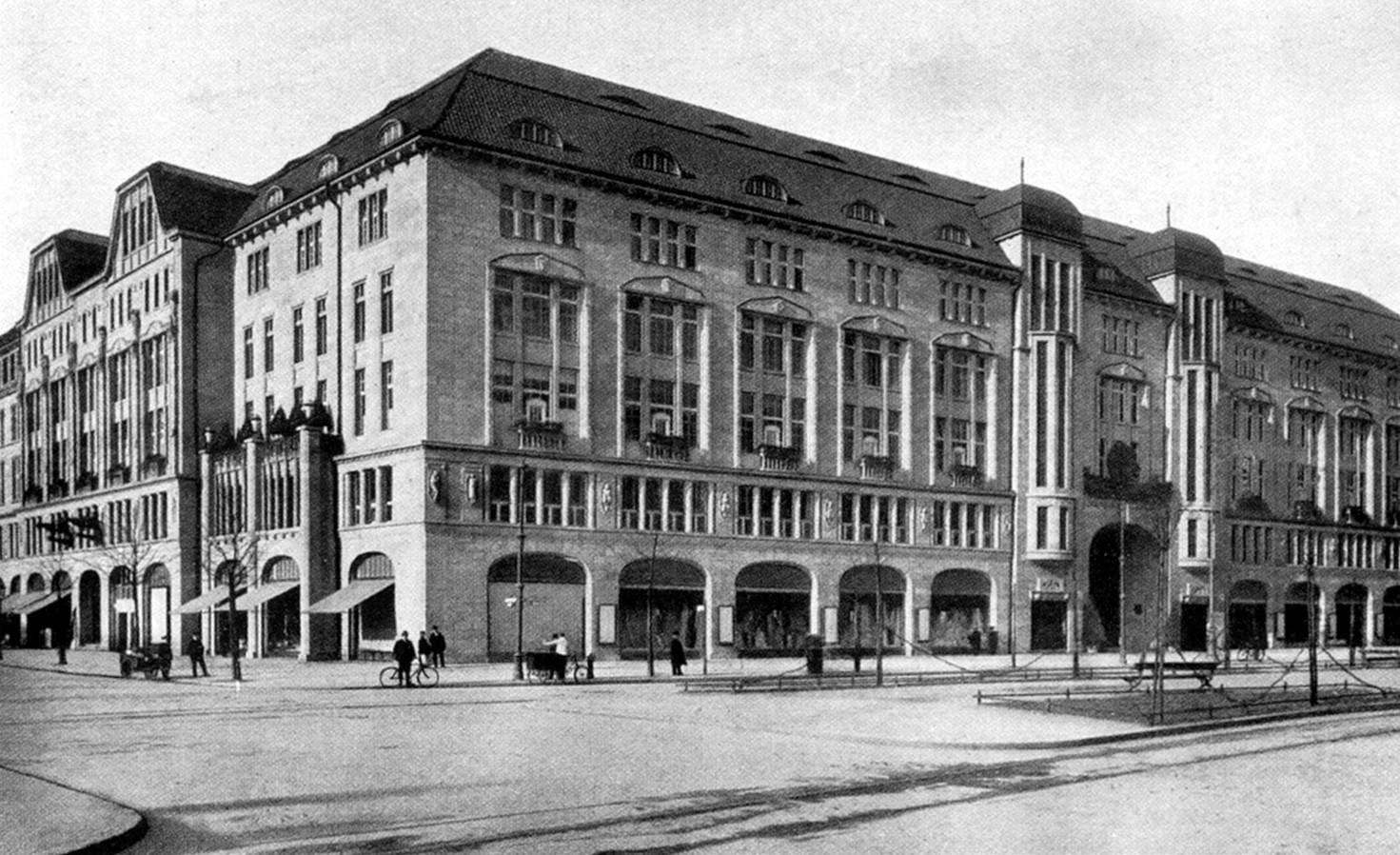
Fassade des KaDeWe, 1907 Kaufhaus des Westens in Berlin

1896 erhielt die Firma Gebr. Zeidler für ihre Werksteinarbeiten die Silberne Staatsmedaille. 1903 ging die Bunzlauer Z+W in den Besitz der Gebr. Zeidler über. Im Jahre 1905 übernahm die Leitung dieser Firmen Steinmetzmeister Adalbert Metzing, ein Nachkömmling der traditionellen Steinmetzfamilie Metzing. Diese Firma Gebr. Zeidler baute das Kaufhaus des Westens (KaDeWe), das Warenhaus Tietz und erstellte weitere Steinbauten.
Im Jahr 1907 kaufte Paul Metzing die drei Steinmetzbetriebe auf und führte die Betriebe unternehmerisch getrennt weiter, um sie 1920 durch Adalbert Metzing zu einem Unternehmen Zeidler & Wimmel zusammenzuführen. Damit hatte der geschickte Wimmel ein Unternehmen geschaffen, das den deutschsprachigen Raum dominierte und ferner zahlreiche Aufträge auch aus dem Ausland erhielt.
1910 erhielt Adalbert Wimmel für seine Erfolge den sogenannten Kronenorden und ihm wurde der Titel Königlicher Hofsteinmetzmeister verliehen. Er rundete seine Erfolge ab durch den Erwerb von Muschelkalk-Steinbrüchen in Kirchheim bei Würzburg, errichtete Zweigniederlassungen in Danzig und Wien. Unermüdlich wurden Sandsteinbrüche in Schlesien im Heuscheuergebirge, in Wallisfurth und in Friedersdorf sowie Granitbrüche in Jannowitz erworben. Travertin-Steinbrüche an der Siedlung Heidenkessel in Dittwar und an zwei weiteren Standorten auf der Schwäbischen Alb wurden erschlossen. Werkplätze entstanden in Wien und Danzig und in Jannowitz wurde ein Granitwerk aufgebaut.
1929 wurde Metzing der Titel eines Dr.-Ing. ehrenhalber durch die Technische Universität Danzig verliehen, er wurde Honorarkonsul der Türkei, er wurde Ehrenbürger in Kirchheim, er war Sachverständiger und Gutachter im In- und Ausland.
1939 hatte Adalbert Metzing mit seiner Z+W sieben Verarbeitungswerke und 21 Steinbrüche mit rund 1.600 Mitarbeitern. Damit war der Höhepunkt für diese Firma überschritten. Am Ende des Zweiten Weltkriegs gingen rund 8/10 des Besitzes von Z+W verloren, wie auch die Werke und Steinbrüche in Schlesien, das Wiener Büro und Werk, die Steinbrüche in Österreich, die Zweigniederlassung und Werkstätte in Danzig.

### Hellmut Metzing
Adalbert Metzing baute Z+W in Kirchheim bei Würzburg und Riedlingen mit den dortigen Steinbrüchen nach 1945 wieder auf und übergab die Geschäftsführung an seinen Sohn Hellmut Metzing, dem späteren Alleininhaber von Z+W. Kirchheim wurde Hauptsitz von Z+W. Fritz Metzing leitete die Zweigniederlassung in München und Adalbert Metzing Jun. die in Riedlingen mit den Travertinsteinbrüchen. In Düsseldorf wurde eine Zweigniederlassung mit technischem und kaufmännischem Büro eingerichtet und in Hannover bestand eine weitere Zweigniederlassung. 1955 wurde die Werksanlage in Kirchheim modernisiert. Die Steinbrüche in Kösseine und Liebenstein im Fichtelgebirge wurden für die Granitgewinnung erschlossen. Eine Erschließung eines Steinbruchs für Londorfer Basaltlava erfolgte und bildete einen Einstieg in denkmalpflegerische Geschäftsfelder, denn dieser Stein wurde für längere Zeit das Ersatzgestein des Kölner Doms. 1955 wurde die Werksanlage in Kirchheim auf den neuesten technologischen Stand gebracht.
Z+W knüpfte wieder an die traditionelle Zusammenarbeit von Architekten und Bildhauern an, was sich im Jahre 1961 in den ersten bundesdeutschen Bildhauersymposium, das Bildhauersymposion Kaisersteinbruch, mit internationalen Steinbildhauern im betriebseigenen Kaisersteinbruch in Gaubüttelbrunn manifestierte. Schirmherren dieser Veranstaltung waren der Bildhauer-Professor Karl Hartung und Hellmuth Metzing als Ehrenmitglied des Symposion Europäischer Bildhauer. Metzing wurde Honorarkonsul von Guatemala, die Julius-Maximilians-Universität Würzburg ernannte ihn 1962 zum Ehrendoktor, 1969 wurden ihm das Bundesverdienstkreuz am Bande und 1971 der Bayerische Verdienstorden verliehen. Von 1979 bis 1999 hatte er das Amt des Präsidenten des Deutschen Naturwerksteinverbandes inne.
1981 endete die Ära Z+W im Familienbesitz der Familie Metzing, denn die Philipp Holzmann AG übernahm Anteile der Firma, um schließlich 1983 100 Prozent aller Firmenanteile zu halten. 1989 ging Hellmut Metzing als Geschäftsführer in den Ruhestand. Er verstarb 1999 im Alter von 80 Jahren.

### Herbert Geiger
Im Jahre 2004 erfolgte ein erneuter Eigentumswechsel, und Z+W wurde eine Tochter der H. Geiger GmbH Stein- und Schotterwerke. Herbert Geiger, Firmenchef und Inhaber der Geiger-Gruppe, entschied sich, mit dem Traditionshaus Z+W das Portfolio der Geiger-Gruppe zu erweitern. Das Unternehmen H. Geiger mit Sitz in Pfraundorf bei Kinding wurde 1929 gegründet. Herbert Geiger hat es aus kleinen Anfängen nach dem Kriege durch unternehmerisches Geschick zu einer international agierenden Unternehmensgruppe in den Geschäftsfeldern Baustoffe, Verkehrswegebau und Werkstein entwickelt. Durch die strategische Übernahme der Traditionsmarke Z+W erweiterte die Gruppe ihre Kompetenzen in Naturstein.
Heute (2021) hat die Firma Z+W ihren Sitz und das Werk in Kirchheim bei Würzburg. Die Geiger-Gruppe besitzt Steinbrüche in Kirchheimer Muschelkalk, der in Kirchheim/Unterfranken abgebaut wird, Olsbrücker Sandstein (Pfalz, bei Kaiserslautern), roter Eichenbühler Mainsandstein und Warthauer Sandstein in Polen, der von der Tochtergesellschaft Bober verwaltet wird. Die Zugehörigkeit zur Geiger-Gruppe gewährleistet kontrollierten Zugriff auf die oben genannten Steinbrüche der Geiger-Gruppe sowie in Jura-Kalkstein (alias Alte(n)bürger Kalkstein) und Pfraundorfer Dolomit. Z+W hat sich aufgrund der Marktsituation auf die Produktion von Naturwerkstein spezialisiert und fertigt eine breite Palette für Fassaden, Fußböden, Wandverkleidungen, Treppen, Fensterbänke, Massivarbeiten und Garten- und Landschaftsbauprodukte.

## Geschäftsführer nach 1983
Geschäftsführer bei Z+W waren nach 1983: Roland Koster (1983–1989), Rolf Zubeil (1989–1993), Joachim Grüter (1993–2007), Anton Gerstner (2007–2010), Udo Kiesewalter (2010), Uwe Christian Köhnen (2011–2013) und Rainer Hohenwarter (seit 2013).

## Bauwerke, Arbeiten (Auswahl)
Es ist nicht möglich, alle Arbeiten der Firma Zeidler & Wimmel hier aufzunehmen, es fehlen deshalb zahlreiche Bauwerke, Schlösser, Kommunalbauten, Kirchen und Kircheninnenausbauten. Es handelt sich lediglich um eine kleine Auswahl. Die verwendeten Steinmaterialien sind entsprechend angegeben. Abweichende Datierungen von Gebäuden erklären sich aus den von Zeidler & Wimmel veröffentlichten Angaben, die sich oft nur auf die Ausführung oder Lieferung der Steinmetzarbeiten beziehen.

### 1776 bis 1945

#### Deutschland

##### Berlin

Brandenburger Tor, von Zeidler & Wimmel aufgebaut

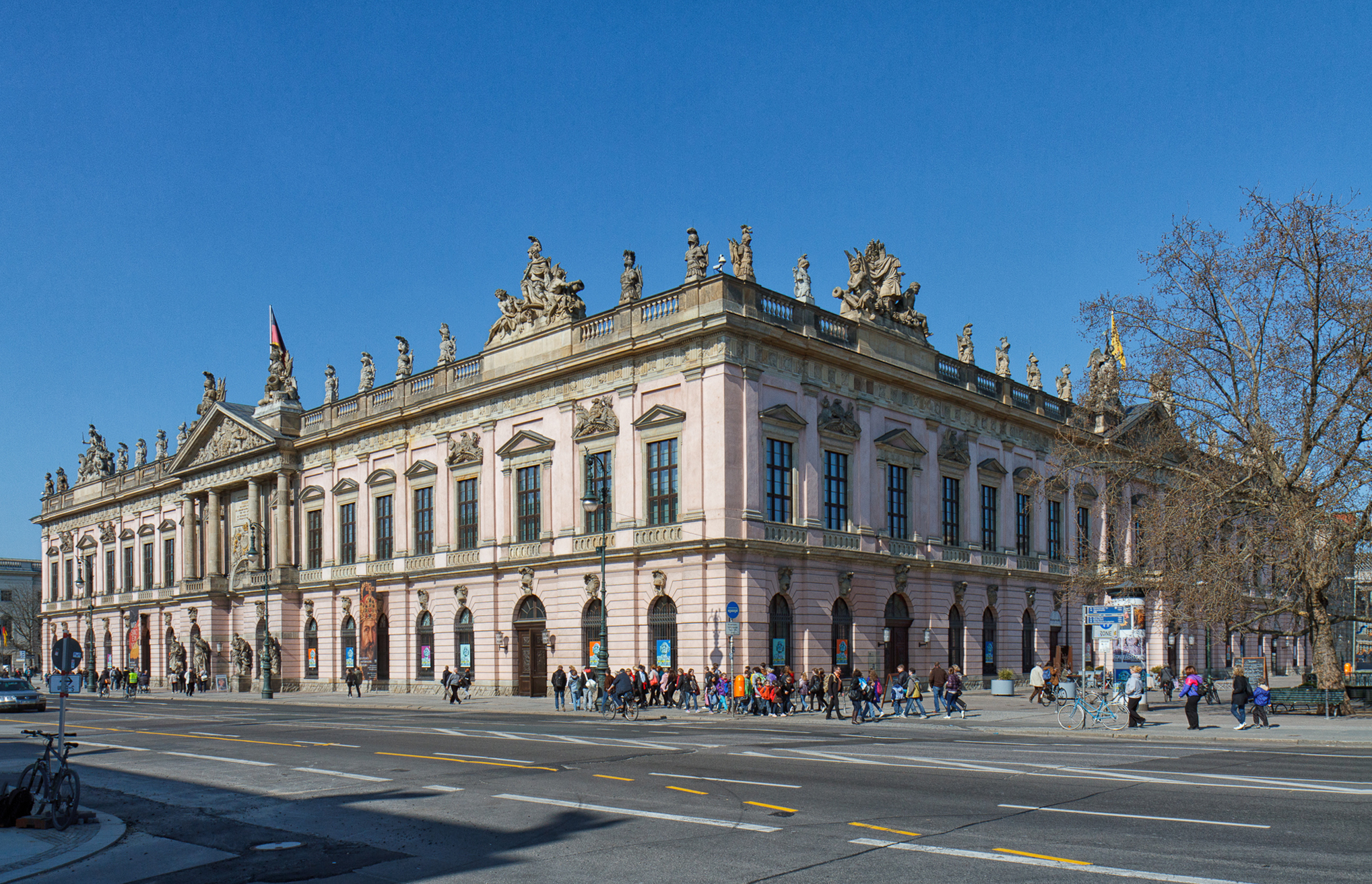
Barockes Zeughaus Berlin

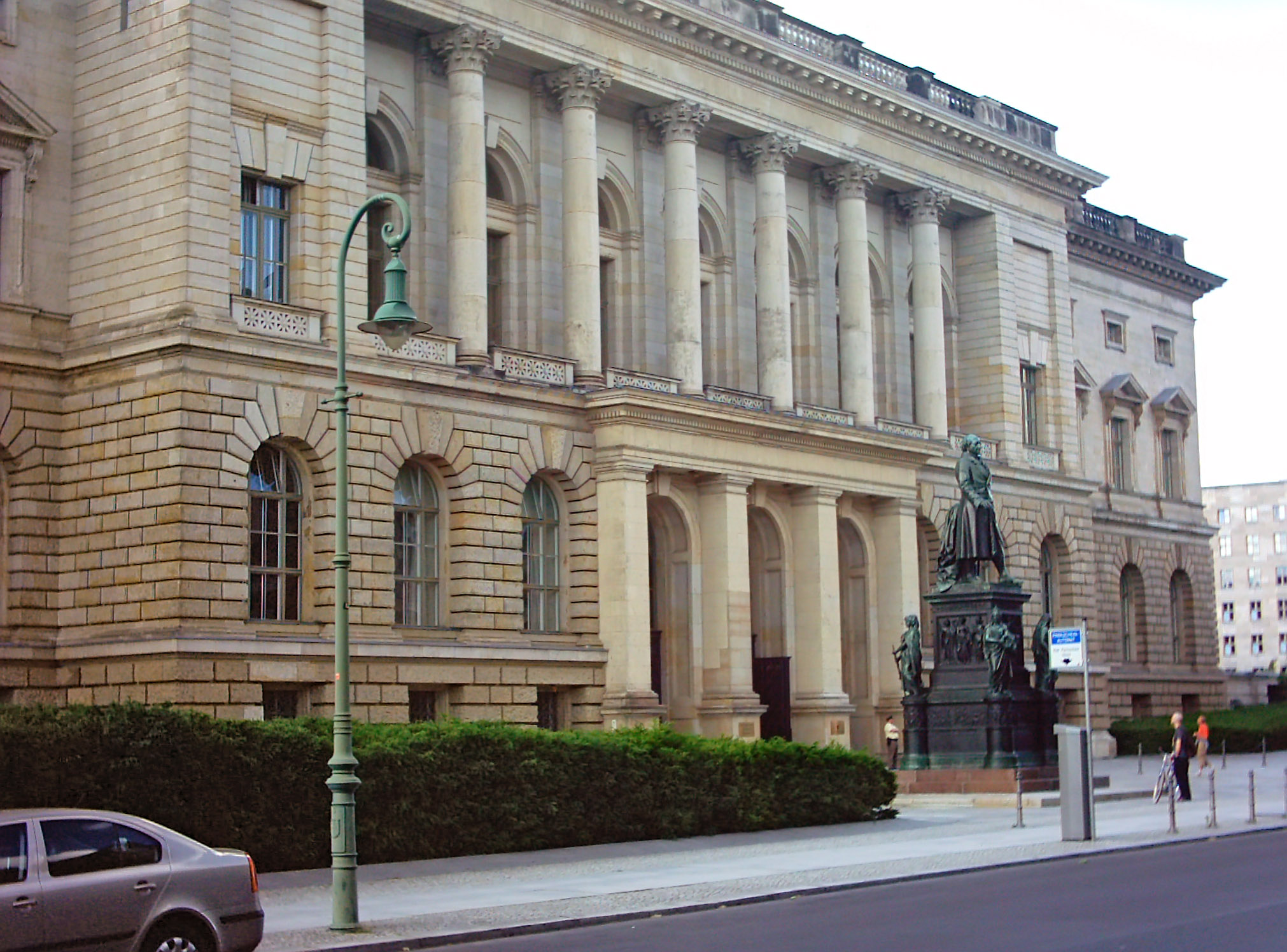
Abgeordnetenhaus Berlin

- Turm des Französischen Doms am Gendarmenmarkt (1780–1785, nach Entwurf von Carl von Gontard): Elbsandstein
- Brandenburger Tor (1789–1791, nach Entwurf von Carl Gotthard Langhans): Elbsandstein[14]
- Anbau der Säulenhalle auf der Tiergartenseite des Brandenburger Tors (1868, nach Entwurf von Heinrich Strack und Hermann Blankenstein): Elbsandstein
- Umbau der Hedwigskirche am Opernplatz (1886–1887, Max Hasak nach Entwurf von Johann Gottfried Büring und Johann Boumann): Elbsandstein
- Neue Wache (1818, nach Entwurf von Karl Friedrich Schinkel): Elbsandstein
- Altes Museum am Lustgarten (1824–1828, nach Entwurf von Karl Friedrich Schinkel): Elbsandstein
- Preußisches Herrenhaus (1900–1904, nach Entwurf von Friedrich Schulze): Schlesischer Sandstein
- Preußischer Landtag, heute Abgeordnetenhaus (1892–1898, nach Entwurf von Friedrich Schulze): Schlesischer Sandstein
- Neuer Marstall am Schlossplatz (1897–1900, nach Entwurf von Ernst von Ihne): Rackwitzer und Plagwitzer Sandstein
- Schauspielhaus am Gendarmenmarkt (1818–1821, nach Entwurf von Karl Friedrich Schinkel), Elbsandstein und Schlesischer Sandstein
- Reichstagsgebäude (1884–1894, nach Entwurf von Paul Wallot): Schlesischer Sandstein
- Mittelbau der Technischen Hochschule in Charlottenburg (1879–1883, nach Entwurf von Julius Carl Raschdorff): Schlesischer Sandstein
- Berliner Dom am Lustgarten (1893–1900, nach Entwurf von Julius Carl Raschdorff): Alt-Warthauer und Rackwitzer Sandstein
- restaurierende Ergänzung der Königskolonnaden (1910–1911): Schlesischer und Elbsandstein
- Staatsoper Unter den Linden (1844, nach Entwurf von Carl Ferdinand Langhans nach einem Brand wiederhergestellt)
- Palais des späteren Kaisers Wilhelm I. Unter den Linden (1834–1836, Rampenauffahrt und Treppen nach Entwurf von Carl Ferdinand Langhans angebaut)
- Zeughaus, Umbau der Ruhmeshalle mit Freitreppe (1877–1880, nach Entwurf von Friedrich Hitzig)
- Staatsbibliothek, Unter den Linden (1908–1914, nach Entwurf von Ernst von Ihne): Rackwitzer und Cottaer Sandstein
- Bendlerblock (Reichsmarineamt), Königin-Augusta-Straße 38–42 (1912–1913, nach Entwurf von Heinrich Reinhardt und Georg Süßenguth): Kleinrinderfelder Muschelkalkstein
- preußisches Ministerium für Landwirtschaft, Domänen und Forsten, Königgrätzer Straße (1914–1916): Plagwitzer Sandstein
- Kammergericht am Kleistpark (1907–1913): Alt-Warthauer Sandstein
- Oberverwaltungsgericht Berlin, Hardenbergstraße (1905–1907, nach Entwurf von Paul Kieschke und Eduard Fürstenau): Hardheimer Muschelkalk

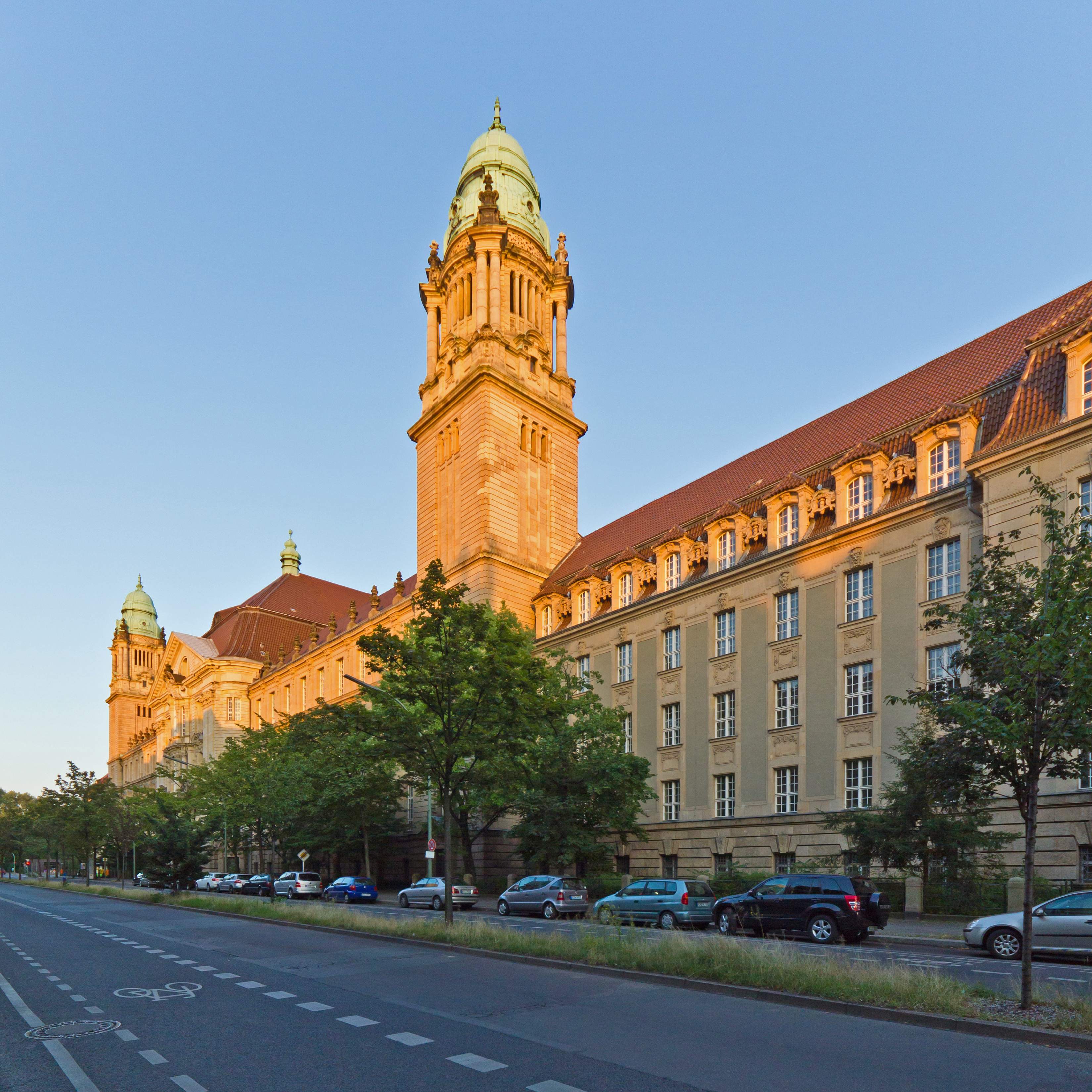
Kriminalgericht Berlin

- Kriminalgericht Moabit: Alt-Warthauer und Rackwitzer Sandstein
- Landesversicherungsanstalt Berlin am Köllnischen Fischmarkt (1903–1905, nach Entwurf von Alfred Messel): Kirchheimer Muschelkalkstein
- Erweiterungsbau der Oberpostdirektion Berlin (1910–1911): Tuffstein und Hardheimer Muschelkalkstein
- preußisches Eisenbahnzentralamt, Hallesches Ufer 35/36 (1911–1915): Cottaer Sandstein
- Kaiser-Friedrich-Museum (Bode-Museum) (1898–1903, nach Entwurf von Ernst von Ihne): Alt-Warthauer und Rackwitzer Sandstein
- Staatliche Kunstschule, Grunewaldstraße (1914–1920): Plagwitzer Sandstein
- Pergamon-Museum auf der Museumsinsel (1909–1930, nach Entwurf von Alfred Messel und Ludwig Hoffmann): Graubüttelbrunner Muschelkalkstein
- Erweiterungsbauten der Berliner Universität (1914–1920): Alt-Warthauer und Rackwitzer Sandstein
- Elefantentor am Haupteingang zum Zoologischen Garten (1896, nach Entwurf von Carl Zaar und Rudolf Vahl): Alt-Warthauer und Rackwitzer Sandstein

###### Berliner Schloss
- Inneres der Kapelle (1845–1853, nach Entwurf von August Stüler und Albert Dietrich Schadow): verschiedene Marmorsorten
- Kuppelbau des Eosander-Portals (1845–1983): Elbsandstein und Schlesischer Sandstein
- Umbau des Weißen Saales und Saaltreppe (1901–1904, nach Entwurf von Ernst von Ihne): Pavonazzo und Statuario
- Ausbau des Königinnen-Gemachs (1912–1913, nach Entwurf von Ernst von Ihne): Verde-Antico und Calacatta (Carrara-Marmor)

###### Kirchen
- katholische Garnisonskirche (1895–1898, nach Entwurf von August Menken): Schlesischer Sandstein
- Amerikanische Kirche, Motzstraße (1898–1900, nach Entwurf von Otto March): Cottaer Sandstein
- evangelische Paul-Gerhardt-Kirche, Schöneberg (1908–1910, nach Entwurf von Richard Schultze): Plagwitzer Sandstein

##### Breslau(Wrocław)
- Technische Hochschule Breslau (1903–1911, nach Entwurf von Ludwig Burgemeister): Plagwitzer Sandstein und Schlesischer Sandstein

##### Danzig(Gdańsk)

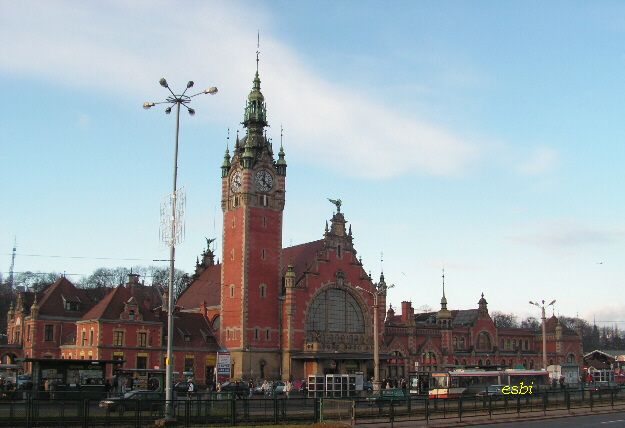
Hauptbahnhof von Danzig

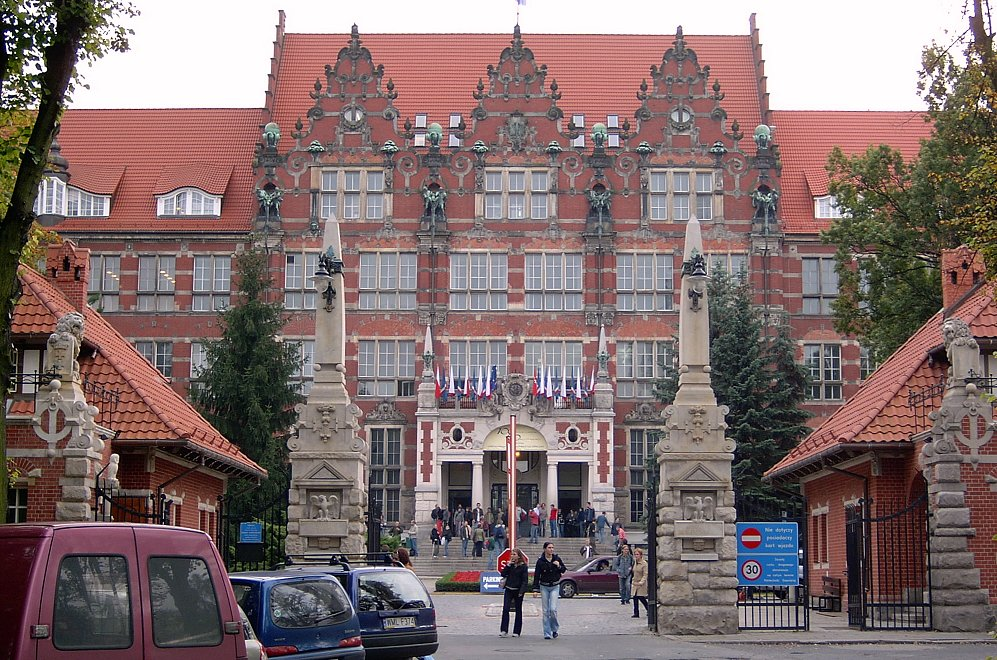
Technische Hochschule in Gdańsk (Danzig)

- Empfangsgebäude für den Hauptbahnhof Danzig (1900–1901): Alt-Warthauer Sandstein
- Verwaltungsgebäude der Königlichen Eisenbahndirektion Danzig (1912–1914): Plagwitzer Sandstein

##### Essen
- Gästehaus zur Villa Hügel (1914–1915, nach Entwurf von Samuel Marx): Französischer Kalkstein

##### Frankfurt am Main
- Restaurierung des „Römer“ (1896–1900, nach Entwürfen von Max Meckel), vollständige Erneuerung der Fassaden: Roter Mainsandstein und Basaltlava

##### Görlitz
- Ruhmeshalle (1900–1901, nach Entwurf von Hugo Behr)

##### Hamm (Westfalen)
- Empfangsgebäude für den Hauptbahnhof Hamm (1915–1920): Rüthener Sandstein

##### Hannover
- Mittelbau des Neuen Rathauses (1907, nach Entwurf von Hermann Eggert): Rackwitzer Sandstein

##### Magdeburg
- Justizpalast (1901–1904, nach Entwurf von Paul Thoemer): Alt-Warthauer und Rackwitzer Sandstein

##### Oldenburg i.O.
- Ministerialgebäude (1914–1916, nach Entwurf von Paul Bonatz): Kleinrinderfelder Dolomit

##### Posen(Poznań)

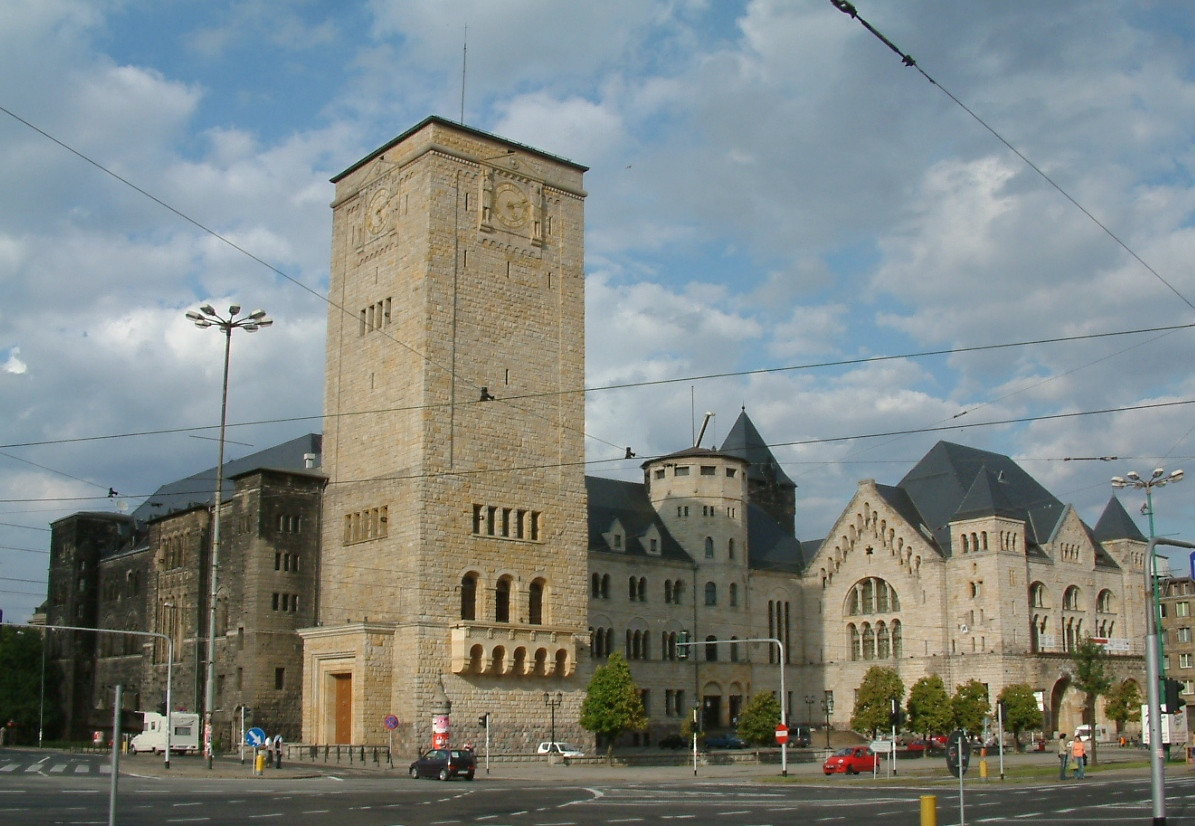
Residenzschloss in Poznań (Posen)

- kaiserliches Residenzschloss (1906–1909, nach Entwurf von Franz Schwechten): Alt-Warthauer und Rackwitzer Sandstein

##### Potsdam
- Fassaden-Instandsetzung am Neuen Palais im Schlosspark Sanssouci (1900–1907): Alt-Warthauer und Rackwitzer Sandstein
- Marmorpalais (1900–1907): Schlesischer Marmor

##### Stettin(Szczecin)
- Regierungspräsidium Stettin und „Schifffahrtsgebäude“ (1905–1912, nach Entwurf von Paul Kieschke): Schlesischer Sandstein

#### Ausland

##### Amsterdam
- Verwaltungsgebäude des Holländischen Lloyd (1918–1920): Alt-Warthauer Sandstein

##### Rotterdam
- Haupttelegrafenamt (1917–1920): Kleinrinderfelder Dolomit
- Rathaus (1916–1918): Lieferung von 2.500 m³ Werkstücken aus Sandstein

##### Sankt Petersburg
- Stieglitzmuseum (1900): Fassade aus Rackwitzer Sandstein, Säulen im Lichthof aus Untersberger Marmor und weitere Marmore

### Nach 1945

#### Deutschland

##### Aachen
- Aachener und Münchener Versicherung: Leggiuna

##### Bad Neustadt (Saale)
- Sanatorium der Landesversicherungsanstalt Hannover: Römischer Travertin

##### Berlin
- National-Galerie Berlin (Architekt Mies van der Rohe): Striegauer Granit
- Kongresshalle (1957): Anröchter Grünstein und Botticino
- Glockenturm am Olympiastadion: Kirchheimer Muschelkalk („Blaues Loch“)
- Dorotheenblöcke, Häuser 1-8 (2002): Fassaden, Innenarbeiten, diverse Natursteine
- DomAquarée (2004), Architekt nps Tchoban-Voss: Fassade Pietra Elda
- Galeria Kaufhof (2007): Fassade Riedlinger Kalkstein – Deutscher Naturstein-Preis 2007
- Andelshotel (2008): Fassade Altenbürger Kalkstein
- Magazingebäude der Staatsbibliothek (2012): Fassade in San Francisco Granit

##### Bonn
- Kennedybrücke (1948/49): Strompfeiler Rheinische Basaltlava, sonstige Außenverkleidungen Fränkischer Muschelkalk[15]

##### Düsseldorf

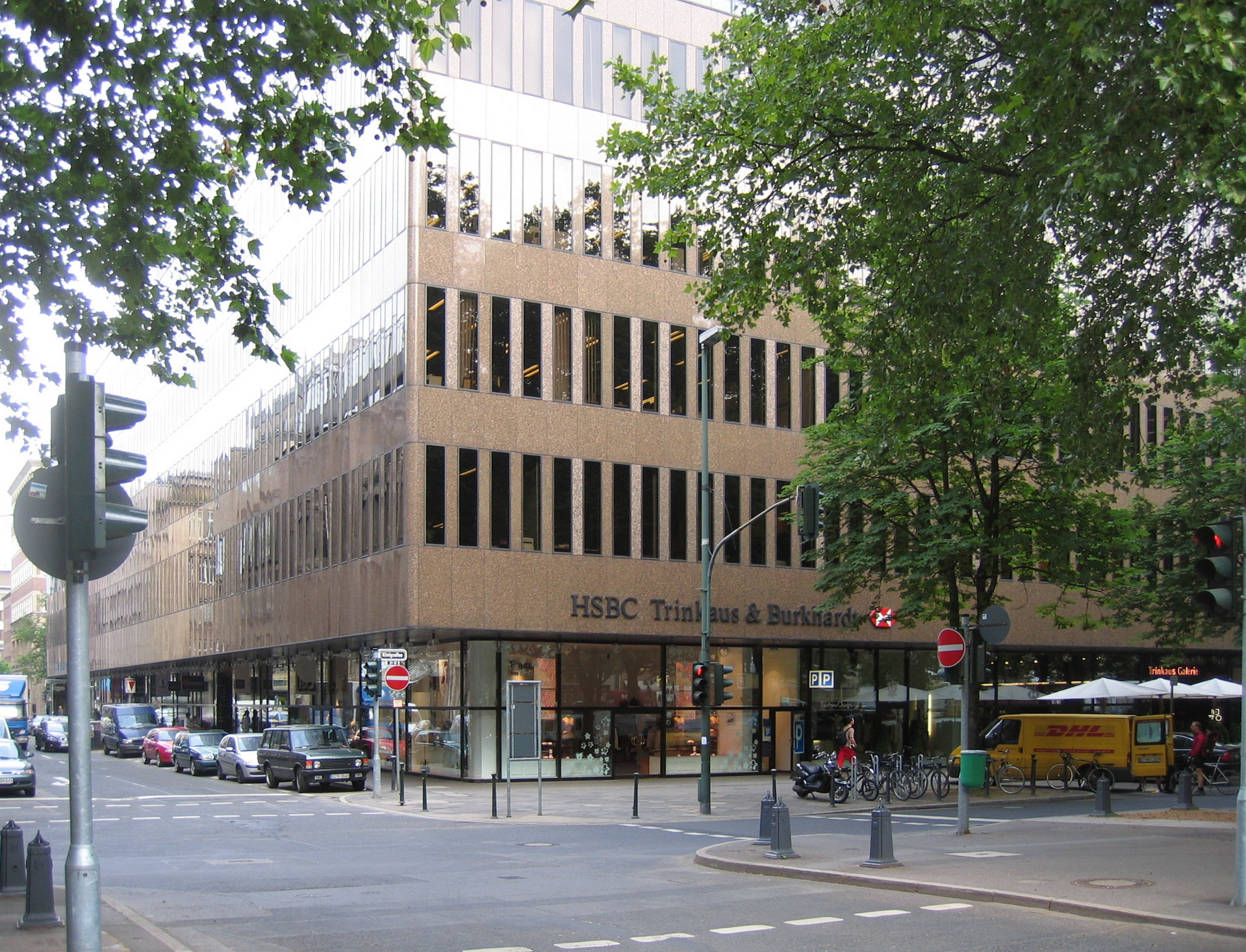
Trinkaus-Fassade aus Gotenrot-Granit von der Firma Zeidler&Wimmel hergestellt

- Landeszentralbank: Labrador dunkel, Trigaches
- Nordrhein-Westfälischer Landtag (1989)
- IKB Industrie- und Kreditbank (1997): Fassade in Jura-Kalkstein sowie Bodenbeläge innen in diversen Natursteinen
- Land- und Amtsgericht (2009): Fassade in Kirchheimer Muschelkalk

##### Essen
- RWE-Hochhaus: Cristallina, Diabas, Granit
- Rathaus Galerie/City Center (2010): Bodenbeläge in Jura-Kalkstein und Kirchheimer Muschelkalk

##### Frankfurt am Main
- Städel Museum (Erweiterung) Architekt Prof. Peichl (1989): Fassade
- Museum für Moderne Kunst, Architekt Hans Hollein (1991): Fassade
- Johannes-Wolfgang-Goethe Universität, Campus Westend, Rechts- und Wirtschaftswissenschaften und House of Finance (2008): Fassade in Römischer Travertin und Boden- und Stufenbeläge in Kirchheimer Muschelkalk

##### Halle
- Stadtarchiv (2008): Kirchheimer Muschelkalk – Deutscher Naturstein-Preis 2007

##### Hamburg
- Internationaler Seegerichtshof (2000): Fassade in diversen Natursteinen
- Staatsoper Hamburg (2002): Fassade in Römischer Travertin

##### Herne
- Marien Hospital Herne – Universitätsklinikum der Ruhr-Universität Bochum, Herne (Aufstockung, Fertigstellung 2016, nach Entwurf von Krampe Schmidt Architekten): Fassade in Jura[16]

##### Karlsruhe
- L-Bank, Karlsruhe (2008): Fassade in Magny Kalkstein und Bodenbeläge in Kirchheimer Muschelkalk – Deutscher Naturstein-Preis 2009

##### Köln
- Hauptverwaltung des Versicherungskonzerns Gerling (Bauzeit über 15 Jahre, nach Entwürfen von Arno Breker): Trosselfels
- Deutsche Krankenversicherung (1970–1971): Maggia-Gneis

##### München
- Foyer des Nationaltheaters (1963): Calacatta und Statuario

##### Stuttgart

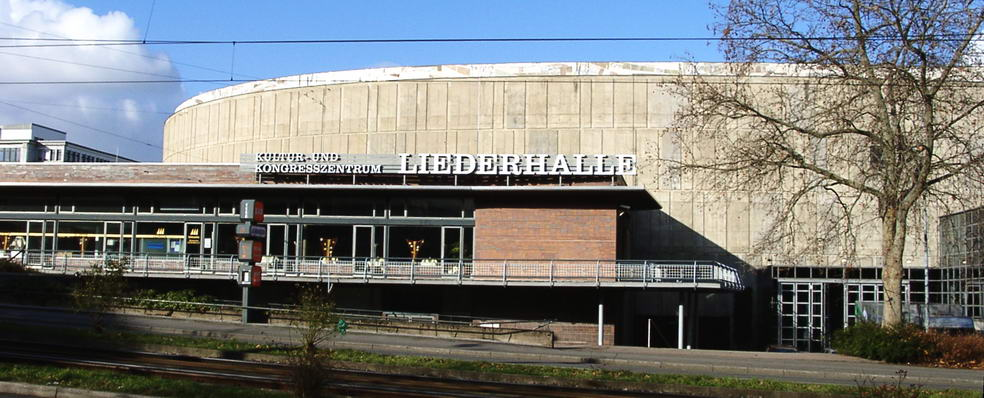
Liederhalle von der Fa. Zeidler&Wimmel mit Naturstein verkleidet

- Wand- und Bodengestaltung der Neuen Liederhalle (1955–1956)

#### Ausland

##### London
- Peterborough Court (1990–1991)

##### Edinburgh
- Royal Bank of Scotland (2007)